# República germana

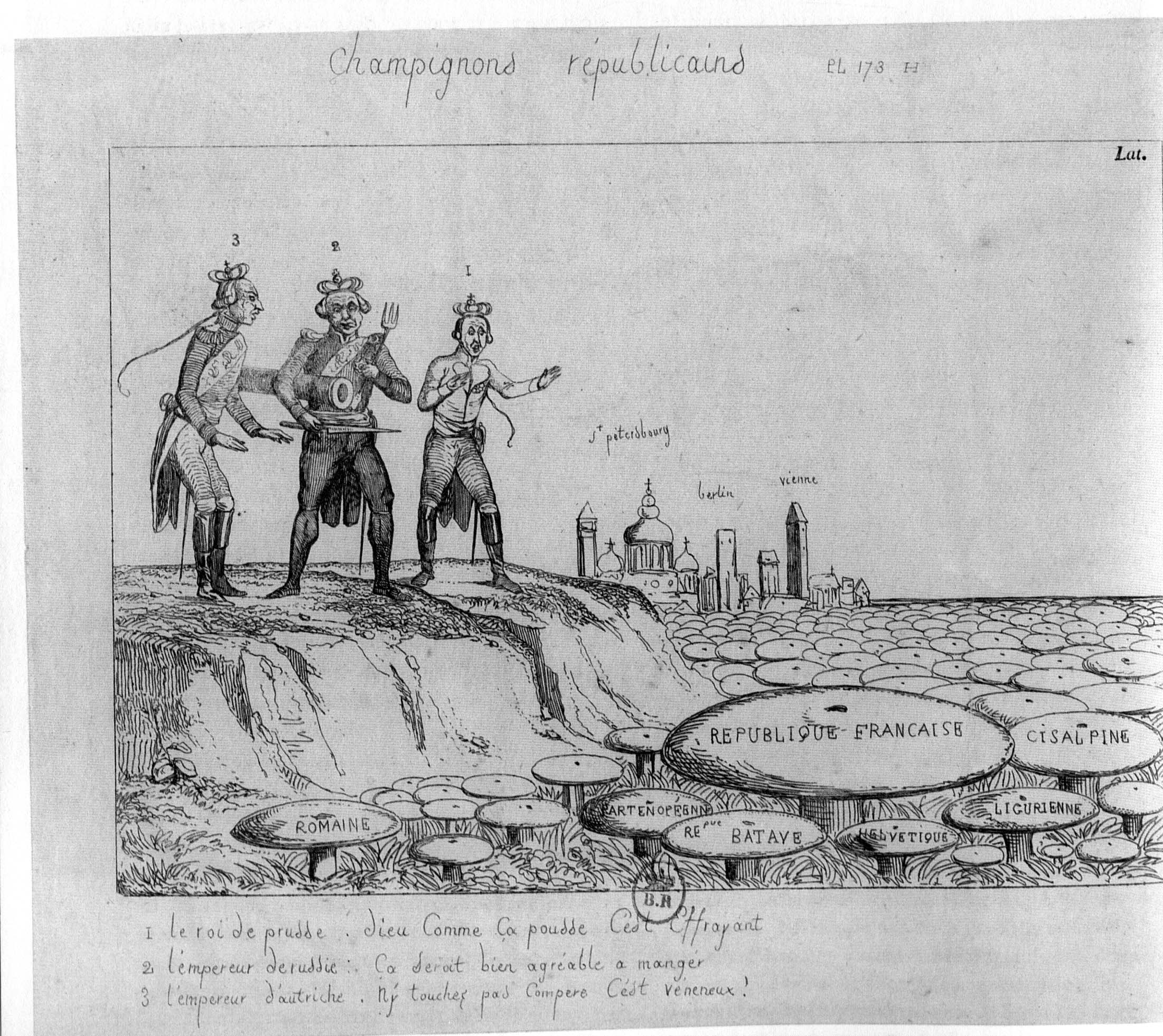
Caricatura francesa de 1799 titulada "Bolets republicans" que mostra monarques europeus envoltats de "repúbliques germanes" que havien nascut com bolets al voltant de la República Francesa.

Repúbliques germanes o repúbliques jacobines eren alguns estats recolzats pels exèrcits francesos en els territoris «alliberats» per aquests durant les guerres de la revolució francesa durant el període del Directori (1795-1799) de la Primera República Francesa s'anomenen. Es tractava d'estats satèl·lit organitzats segons el model de la Constitució de l'any III i que implementaven els principis de la Revolució Francesa. Durant l'època napoleònica (1799-1814), després de la Invasió napoleònica de Itàlia, es van incorporar a l'Imperi francès.

## Història
Després de la proclamació de la República Francesa, la Convenció ofereix el 19 de novembre de 1792 « fraternité i assistència a tots els pobles que volien recuperar la seva llibertat ». Durant la guerra contra la Primera Coalició, formada després de l'execució del rei Lluís XVI (gener de 1793), els generals i representants en missió en els exèrcits revolucionaris van rebre l'ordre de " destruir l'Antic Règim " als territoris que ocupaven, però que " deixés a cadascú ". la gent es governa a si mateixa ". Així, quan els exèrcits francesos s'apropen a Magúncia proclamen que " el soldat ofereix al poble, d'una mà el símbol de la pau i amb l'altra enterra les seves armes al pit dels seus opressors...".
Aleshores va començar un debat dins de la Convenció sobre l'estatus jurídic dels territoris "alliberats". Tenien l'antecedent de la ciutat papal d'Avinyó i del territori annex, el comtat de Venaissin, que havia sol·licitat la seva incorporació al Regne de França després de la celebració d'un referèndum l'11 de gener de 1790; la seva annexió fou acceptada el 13 de desembre de 1791. Així, quan les tropes franceses van entrar als Països Baixos austríacs durant la Guerra de la Primera Coalició, a principis de 1793, van proclamar que venien a ajudar el poble a aconseguir la seva llibertat, però després van annexionar els territoris a la República Francesa el 30 de març. El mateix va passar a Niça i Savoia, territoris de la casa de Savoia que van acabar incorporats a França. Un destí diferent van tenir els dominis del bisbat de Basilea, que es va convertir en la República Rauraciana el 20 de març de 1793.
Sota el règim del Directori, es va decidir que els territoris conquerits, transformats en "repúbliques germanes", havien de ser una mena d'estats tampó que protegís la República Francesa. Començava així una política expansionista destinada a garantir la seguretat de França que arribaria a les seves «fronteres naturals», especialment al Rin. A més, aquestes "repúbliques germanes" no només s'havien d'encarregar de proveir l'exèrcit francès, sinó que també van pagar contribucions de guerra per ser utilitzades per reparar el dèficit pressupostari francès. Finalment, també crearien nous mercats per als productes francesos.
La primera "república germana", es va constituir sota la convenció termidoriana al territori de les Províncies Unides el 16 de maig de 1795 sota el nom de República Batava. Sota el Directori, el general Napoleó Bonaparte va fundar, al nord d'Itàlia, el 15 d'octubre de 1796, la República Cispadana. L'any següent s'hi va afegir la Llombardia, conquerida als austríacs per Bonaparte, donant així lloc a la República Cisalpina, la Constitució de la qual pren com a model la Constitució de l'any III. Aquell mateix any (1797) neix a Gènova la República Lígur.
Al gener de 1798, les tropes del Directori van ajudar a fundar la República Helvètica, annexant Mulhouse i Ginebra a França. Ho fan el mes següent als Estats Pontificis, on s'instaura la República Romana, i al setembre, la República Subalpina al Piemont. El gener de 1799, el rei de Nàpols va avançar cap a Roma però es va veure obligat a retirar-se, refugiant-se finalment a Sicília. Amb el suport de l'exèrcit francès, els "patriotes" napolitans proclamen la República Partenopea.
Malgrat això, les victòries de la Segona Coalició obliguen els exèrcits francesos a abandonar les "repúbliques germanes". Quan Napoleó recupera aquests territoris, n'hi restaura alguns, com ara la República Batava, la República Italiana o la República de Lígur, però no la República Romana o la República Partenopea. Finalment, entre 1806 i 1808, les repúbliques germanes van desaparèixer quan van ser integrades per Napoleó al Primer Imperi Francès.

## Les 32 repúbliques germanes
El règim revolucionari francès va tenir plantejaments variables segons els temps i el lloc en què es van produir els diferents moviments revolucionaris en altres estats. Es van constituir així un cert nombre de repúbliques germanes de la Primera República Francesa però van tenir una existència efímera i finalment van ser absorbides com a departaments primer de la República i després de l'Imperi, que les va transformar en regnes i principats per repartir entre els membres de la família Bonaparte.
1. República d'Alba (a Alba, Piemont) (25/26 – 28 d'abril de 1796)
2. República Anconitana (a les Marxes) (17 de novembre de 1797-7 de març de 1798)
3. República Batava (a les Províncies Unides) (1795–1806)
4. República Bergamasca (a Bèrgam) (1797)
5. República Bolonyesa (a Bolonya) (1798)
6. República Bulhonesa (a Bouyon) (1794-1795)
7. República de Brescia (a Brescia) (1797)
8. República Cisalpina (a Llombardia) (1797–1802), rebatejada República Italiana el 1802
9. República Cispadana (a Emília-Romanya) (1796-1797)
10. República Cisrenana (a Renània) (1797)
11. Republica de Connaught (a Irlanda) (1798)
12. República Cremasca (a Cremona) (1797), dura dos mesos abans de ser annexada a la República Cisalpina
13. República de Danzig (a Danzig) (1807-1814)
14. República Etrusca (a Toscana) (1799)
15. República Helvètica (a Suïssa) (1798-1803)
16. República Il·líria (a Carniola, Ístria i Dalmàcia) (1809)
17. República Italiana (a Llombardia, Vènet i Emília-Romanya) (1802–1805)
18. República Lemánica (a Vaud) (1798)
19. República de Lieja (a l'antic Principat-Biscopat de Lieja) (1789–1791)
20. República Lígur (a Ligúria) (1796-1805)
21. República de Lucca (en Lucca) (1799 i 1801–1805)
22. República de Magúncia (a Magúncia) (1792-1793)
23. República Partenopea (o República Napolitana) (a Nàpols) (1799)
24. República de Pescara (a Pescara) (1799)
25. República del Piemont (al Piemont) (1798–1799)
26. República Rauracia (cantó de Basilea, cantó de Berna, Cantó del Jura i departament de Doubs) (1792–1793)
27. República Rodaniana (al Valais) (1802-1810)
28. República Romana (als Estats Pontificis) (1798-1799)
29. República Subalpina (al Piemont) (1800-1802)
30. Confederació Suïssa (a Suïssa) (1803-1815)
31. República Tibèrica (a Perúsia) (1798-1799)
32. República Transpadana (a Llombardia) (1796-1797)

## Mapes
|                                                    |                                               |                                                          |
| 1796 : Nord d'Itàlia abans de la invasió francesa. | 1803 : Repúbliques germanes a la Itàlia nord. | 1806 : repúbliques germanes substituïdes per monarquies. |